# Giacomo I di Baden
Giacomo I di Baden (Hachberg, 15 marzo 1407 – Mühlburg, 13 ottobre 1453) fu margravio di Baden-Baden dal 1431 al 1453.
Era il maggiore dei figli maschi di Bernardo I di Baden e della sua seconda moglie, Anna di Oettingen. Fu un uomo di profonde convinzioni religiose, ben noto come fondatore di chiese. Fondò il monastero a Fremersberg e fu il maggior benefattore della collegiata a Baden-Baden.
In base alla prescrizione di suo padre, soltanto due dei suoi figli maschi furono considerati eredi del margraviato. Perciò, solo Carlo e Bernardo ricevetterero una educazione secolare; gli altri figli ebbero una rigida educazione religiosa. Suo figlio Giorgio, dopo aver intrapreso la professione religiosa in gioventù, ritornò per breve tempo nel mondo, ma nel 1454 ritornò agli ordini sacri e in seguito divenne vescovo di Metz.
Giacomo I era l'opposto di suo padre; Enea Silvio de Piccolomini lo qualificò come "famoso fra i tedeschi per la sua giustizia ed intelligenza".
Nei suoi primi anni fu sovrano dei possedimenti della famiglia a Hohenberg, fino a che all'età di 24 anni successe come sovrano di Baden. Fu descritto come un cavaliere combattivo e un padre frugale dello stato ed era popolare tra i principi come mediatore. Sia l'imperatore Sigismondo che l'imperatore Federico III, sotto il quale servì, pensavano bene di lui.
Quando perse le sue pretese sul ducato di Schleswig a causa di un aborto spontaneo di sua sorella Agnese nel mezzo di un conflitto sull'eredità, la confinò Agnese per il resto della sua vita nel castello di Eberstein a Ebersteinburg. (L'incidente è ricordato come il "doppio disastro di Gottorf").
Quando nel 1427 il trattato di Sponheim entrò in vigore, guadagnò possessi sulla Mosella. Nel 1442 comprò per 30.000 fiorini metà della signoria di Lahr e Mahlbergdai discendenti di Walter von Geroldseck.

## Famiglia e figli
Sposò il 25 luglio 1422 Caterina, figlia del duca Carlo II di Lorena e di Margherita del Palatinato. Ebbero i seguenti figli:
1. Carlo I di Baden (1427 - 24 febbraio 1475, Pforzheim).
2. Bernardo II di Baden (in seguito beatificato) (1428 – 12 luglio 1458, Moncalieri).
3. Giovanni (1430 – 9 febbraio 1503, Ehrenbreitstein), arcivescovo di Treviri.
4. Margherita (1431 – 24 ottobre 1457, Ansbach), sposò nel 1446 il margravio Alberto III di Brandeburgo.
5. Giorgio (1433 – 11 febbraio 1484, Moyen), vescovo di Metz.
6. Marco (1434 - 1 settembre 1478), canonico a Liegi e Strasburgo.
7. Matilde (1435/39 - 18 aprile 1485), badessa a Treviri.

Ebbe anche un figlio maschio illegittimo, Rodolfo di Baden.

## Ascendenza
|                                 |   |   | Genitori |  |  | Nonni |  |  | Bisnonni              |  |  | Trisnonni           |  |
|                                 |   |   |          |  |  |       |  |  | Federico III di Baden |  |  | Rodolfo IV di Baden |  |
|                                 |   |   |          |  |  |       |  |  | Federico III di Baden |  |  | Rodolfo IV di Baden |  |
|                                 |   | … |          |  |  |       |  |  | Federico III di Baden |  |  |                     |  |
| Rodolfo VI di Baden             |   |   |          |  |  |       |  |  | Federico III di Baden |  |  |                     |  |
|                                 |   | … | …        |  |  |       |  |  |                       |  |  |                     |  |
|                                 |   | … | …        |  |  |       |  |  |                       |  |  |                     |  |
|                                 |   | … | …        |  |  |       |  |  |                       |  |  |                     |  |
| Bernardo I di Baden             |   | … |          |  |  |       |  |  |                       |  |  |                     |  |
|                                 |   | … | …        |  |  |       |  |  |                       |  |  |                     |  |
|                                 |   | … | …        |  |  |       |  |  |                       |  |  |                     |  |
|                                 |   | … | …        |  |  |       |  |  |                       |  |  |                     |  |
| Matilde di Sponheim-Starkenburg |   | … |          |  |  |       |  |  |                       |  |  |                     |  |
|                                 |   | … | …        |  |  |       |  |  |                       |  |  |                     |  |
|                                 |   | … | …        |  |  |       |  |  |                       |  |  |                     |  |
|                                 |   | … | …        |  |  |       |  |  |                       |  |  |                     |  |
| Giacomo I di Baden              |   | … |          |  |  |       |  |  |                       |  |  |                     |  |
|                                 | … | … |          |  |  |       |  |  |                       |  |  |                     |  |
|                                 | … | … |          |  |  |       |  |  |                       |  |  |                     |  |
|                                 | … | … |          |  |  |       |  |  |                       |  |  |                     |  |
| Luigi X di Oettingen            | … |   |          |  |  |       |  |  |                       |  |  |                     |  |
|                                 |   | … | …        |  |  |       |  |  |                       |  |  |                     |  |
|                                 |   | … | …        |  |  |       |  |  |                       |  |  |                     |  |
|                                 |   | … | …        |  |  |       |  |  |                       |  |  |                     |  |
| Anna di Oettingen               |   | … |          |  |  |       |  |  |                       |  |  |                     |  |
|                                 |   | … | …        |  |  |       |  |  |                       |  |  |                     |  |
|                                 |   | … | …        |  |  |       |  |  |                       |  |  |                     |  |
|                                 |   | … | …        |  |  |       |  |  |                       |  |  |                     |  |
| Beatrice di Helfenstein         |   | … |          |  |  |       |  |  |                       |  |  |                     |  |
|                                 |   | … | …        |  |  |       |  |  |                       |  |  |                     |  |
|                                 |   | … | …        |  |  |       |  |  |                       |  |  |                     |  |
|                                 |   | … | …        |  |  |       |  |  |                       |  |  |                     |  |
|                                 |   | … |          |  |  |       |  |  |                       |  |  |                     |  |